# 아르메니아고원

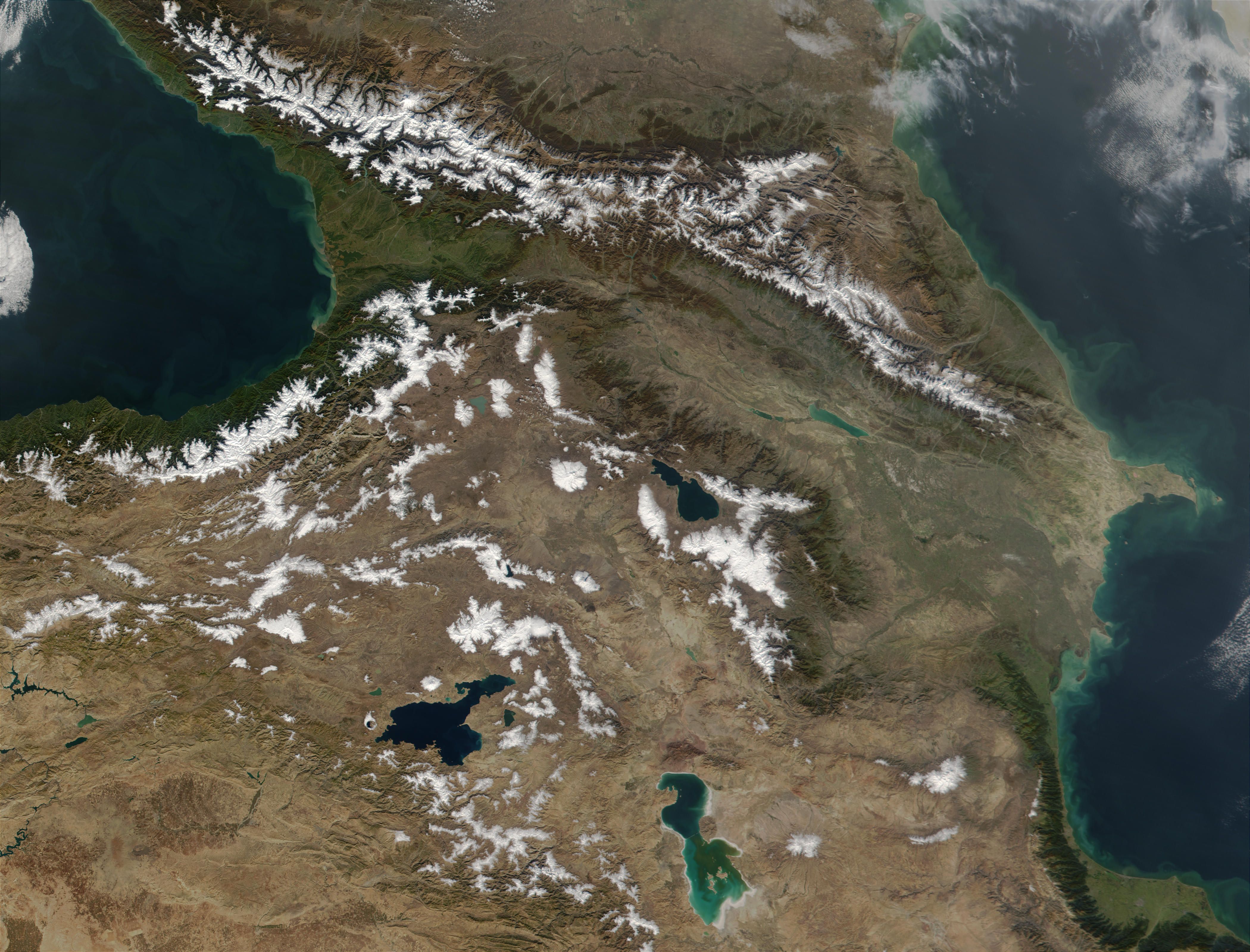
아르메니아고원

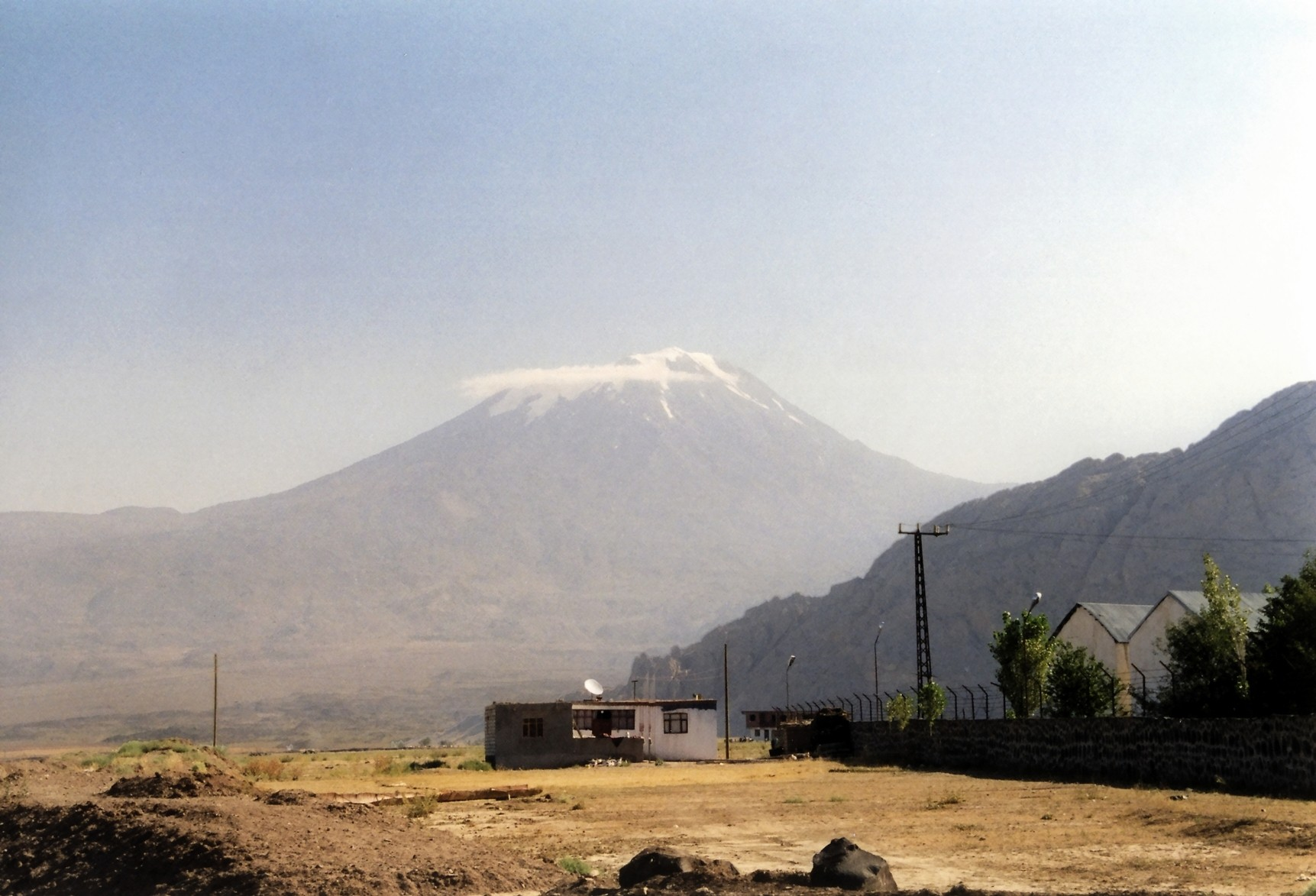
아라라트산

아르메니아고원(아르메니아어: Հայկական լեռնաշխարհ  Haykakan leṙnašxarh, 튀르키예어: Ermenistan Yaylası, Ermenistan Platosu)은 서아시아에 있는 고원이다. 캅카스고원과 캅카스산맥의 일부를 포함하며 나라별로 나누면 아르메니아 동부가 해당하지만 대부분 터키에 해당되고, 이란과 아제르바이잔의 서부도 약간 해당된다. 아르메니아 대부분이 아르메니아 고지대에 속해 있다.
이 고지대의 전체 면적은 약 400,000km2이고, 최고 높은 지점은 아라라트산(해발고도: 5165m)이며, 스텝과 스텝 기후가 나타난다. 아르메니아 고지대에는 세반 호수, 반 호수, 우르미아 호수 등의 여러 호수가 있다.
아르메니아의 주변 나라들은 정치적인 이유로 '아르메니아 고지대'라는 이름을 사용하지 않으며 대표적으로 터키에서는 동 아나톨리아 지역이라는 용어가 일반적으로 쓰인다.
아르메니아고원은 '철기 시대의 중심'으로 불려왔으며, 에덴 동산의 위치 중의 하나로 믿어져 왔다.

## 같이 보기
- 노아의 방주
- 아르메니아의 역사
- 자그로스산맥